# Heidelberger Spargelessen
Das Heidelberger Spargelessen (auch: Heidelberger Spargelaffäre, Heidelberger Mockage) war eine ab dem 21. Mai 1935 in Heidelberg gegen Adolf Hitler gerichtete Reihe öffentlicher Bekundungen Heidelberger Corpsstudenten, die den Auflösungsprozess der Studentenverbindungen im nationalsozialistischen Deutschen Reich beschleunigte. Mitglieder des Corps Saxo-Borussia übten Kritik an Adolf Hitler und dem Nationalsozialismus.

## Vorgeschichte
Seit der Ernennung Hitlers zum Reichskanzler am 30. Januar 1933 herrschte zwischen den Studentenverbindungen einerseits und der Nationalsozialistischen Deutschen Arbeiterpartei (NSDAP) und ihrem studentischen Ableger, dem Nationalsozialistischen Deutschen Studentenbund (NSDStB), andererseits ein gespaltenes Verhältnis: Einerseits waren zahlreiche Verbindungsstudenten Anhänger von nationalsozialistischen Ideen, Zielen oder Anschauungen; andererseits widersprach die Traditionsverbundenheit der Verbindungen dem revolutionären Habitus der Nationalsozialisten, ihre elitäre Ausrichtung der Idee der Volksgemeinschaft, ihre innere Selbstverwaltung dem Führerprinzip und ihre Unabhängigkeit den nationalsozialistischen Gleichschaltungsbestrebungen.
Dies führte zu uneinheitlichen Vorgehensweisen: Während sich manche Verbindungen dem Alleinvertretungsanspruch des NSDStB unterwarfen und das alte Verbindungswesen aufgaben, suchten andere die offene Konfrontation mit den neuen Machthabern; wieder andere versuchten, durch eine Anpassungsstrategie den Druck zu lindern und so ihr Überleben durch Stillhalten zu sichern. Vor allem die Corps galten als reaktionär, also den Absichten und den Gleichschaltungswünschen des NSDStB ablehnend gegenüberstehend. 
Die Göttinger Krawalle im Juni 1934 und die Göttinger Maibaumaffäre Mitte Mai 1935 wurden vom NS-Regime bzw. von staatlichen Institutionen genutzt, um ein Verbot der Korporationen voranzutreiben.

## Ereignis
Am 21. Mai 1935 betraten Mitglieder des Corps Saxo-Borussia das Heidelberger Stammlokal der Corps, den „Seppl“, während im Radio Hitlers „Friedensrede“, am 17. Mai 1933 im Reichstag gehalten, übertragen wurde. Sie störten die Übertragung durch lautes Gegröle, erzählten sich in überlautem Ton Hitlerwitze und bliesen auf einer leeren Sektflasche Melodien, zu denen sie Spottlieder über die Nationalsozialisten sangen.
Am folgenden Tag wurden Stimmen laut, sie hätten sich ungebührlich verhalten und die Gäste im „Seppl“ beim Hören der Rede gestört. Daraufhin entschuldigte sich das Corps Saxo-Borussia beim NSDStB in Heidelberg und der von ihm dominierten Studentenschaft und ihrem Führer Gustav Adolf Scheel (Angehöriger des Vereins Deutscher Studenten in Tübingen) sowie beim Rektor der Universität Wilhelm Groh (Alter Herr des Corps Suevia Freiburg), die die Entschuldigung annahmen und keine weiteren Handlungen veranlassten.
Durch die in den folgenden Tagen in der gleichgeschalteten Presse veröffentlichte Empörung angestachelt, wurden weitere Provokationen durchgeführt: So unterhielten sich Angehörige desselben Corps am 26. Mai 1935 bei einem Spargelessen im Heidelberger Lokal „Hirschgasse“, dem traditionellen Mensurlokal der Heidelberger Verbindungen, darüber, ob „der Führer Spargel mit Messer, Gabel oder Pfoten“ und ganz allgemein commentgemäß äße; schließlich einigten sich die Corpsstudenten darauf, Hitler besitze „ein so großes Mundwerk, dass er den Spargel quer essen könnte“.

## Folgen
Umgehend nach den Geschehnissen wurde das Corps Saxo-Borussia verboten, die beteiligten Corpsstudenten wurden von der Universität relegiert, der Senior Henning v. Quast wurde zeitweilig verhaftet. Andere Verbindungen reagierten unterschiedlich: Während mancherorts eigene Aktionen durchgeführt wurden – etwa das Auftreten eines Hitler-Imitators auf der Terrasse eines Marburger Corpshauses oder die Anbringung eines Hitler-Abbildes auf der Fechtattrappe einer Verbindung –, äußerten sich andere Verbindungen empört über die Zurschaustellungen, teils aus Überzeugung, teils aus Furcht, von den erwarteten Repressionen mitbetroffen zu werden. Die Deutsche Sängerschaft etwa erklärte:

„Während Sängerschafter im Braunhemd für Volk und Nation den harten Dienst im Lager versehen, feiern befrackte Corpsstudenten bei Sekt und Wein die Rezeption eines Fuchsen. Während Sängerschafter im Grenzland mit dem Lied auf den Lippen dazu beitragen, die einst entstandene Kluft zwischen Volk und Student zu schließen, ziehen betrunkene Corpsstudenten durch die Straßen und stören die allen Volksgenossen heilige Rede unseres Führers!“

In Zeitungsartikeln und Karikaturen wurden Verbindungsstudenten im Allgemeinen und Corpsstudenten im Besonderen als „reaktionär“, „dumm“ und „bourgeois“ dargestellt. Der Reichsjugendführer Baldur von Schirach veröffentlichte einen „Aufruf und Befehl“, in dem er konstatierte:

„Verlogene Altheidelberg-Romantik und arbeiterfeindliches Feudalwesen sind die Ideale dieser sogenannten Korporationen. Sie stehen außerhalb der Volksgemeinschaft und sind Feinde der sozialistischen Nation.

Die Hitlerjugend kann es mit ihrer Ehre als weltanschauliche Erziehungsgemeinschaft der schaffenden deutschen Jugend nicht vereinbaren, weiterhin solche Einrichtungen anzuerkennen, die sich immer wieder als unseres deutschen Volkes und Führers unwürdig erweisen. Besonders die Vorfälle, die sich in den letzten Tagen in Heidelberg ereigneten und zur Suspendierung des Korps Saxo-Borussia führten, geben ein furchtbares Bild der Verrohung und Zuchtlosigkeit, ja abgrundtiefen Gemeinheit einer kleinen Clique von Korporationsstudenten, die lärmt und säuft, während Deutschland arbeitet. Wenn solche Elemente in ihrer Verkommenheit nicht einmal vor der uns heiligen Person des Führers Halt machen, richten sie sich selbst. Wir aber ziehen darüber hinaus den Trennungsstrich zwischen ihnen und uns, den Trennungsstrich zwischen Reaktion und Sozialismus.“

Im Folgenden befahl er am 7. Juli 1935 allen Mitgliedern der Hitlerjugend (HJ), die zugleich einer Studentenverbindung angehörten, entweder ihre Korporation oder die HJ zu verlassen. Eine Mitgliedschaft in einer Verbindung war als HJ-Mitglied nun nicht mehr möglich.
Hitler selbst sprach sich am 15. Juli 1935 für den „langsamen Tod“ der Verbindungen aus.  In rascher Folge kam es danach zu Verboten und Selbstauflösungen von Verbindungen und ihren Dachverbänden.